# Новогеоргиевка (Дагестан)
Новогеоргиевка — село в Тарумовском районе Дагестана. Административный центр сельского поселения сельсовет «Новогеоргиевский».

## Географическое положение
Расположено на левом берегу реки Прорва, в 18 км к юго-востоку от районного центра села Тарумовка.

## Население
| 1914 | 1926 | 1970  | 1989  | 2002  | 2010  | 2021  |
| ---- | ---- | ----- | ----- | ----- | ----- | ----- |
| 141  | ↗422 | ↗1326 | ↗1766 | ↗2079 | ↗2379 | ↗2908 |

До середины 1980-х годов основным населением села были русские. Но в связи с начавшимся большим притоком переселенцев с гор и оттоком русскоязычного населения из района, произошла перестройка национального состава села. В настоящее время русские в селе составляют менее половины населения.
Национальный состав
По данным Всесоюзной переписи населения 1926 года:
| № | Национальность | Численность, чел. | Доля   |
| - | -------------- | ----------------- | ------ |
| 1 | русские        | 419               | 99,3 % |
| 2 | татары         | 3                 | 0,7 %  |

По результатам Всероссийской переписи населения 2010 года:
| № | Национальность | Численность, чел. | Доля   |
| - | -------------- | ----------------- | ------ |
| 1 | аварцы         | 1 854             | 77,9 % |
| 2 | русские        | 241               | 10,1 % |
| 3 | даргинцы       | 135               | 5,7 %  |
| 4 | другие         | 149               | 6,3 %  |